# 舍別季哈
51°16′35″N 27°51′50″E / 51.27639°N 27.86389°E
舍別季哈（烏克蘭語：Шебедиха），是烏克蘭北部的村莊，隸屬日托米爾州的科羅斯滕區。該村始建於1545年，面積0.37平方公里，海拔高度194米，2001年人口76，人口密度每平方公里205.41人。